# Janine Lélis
Janine Tatiana Santos Lélis, née le 20 janvier 1974 à Sal, est une femme politique et avocate cap-verdienne. Elle est actuellement ministre de la Défense du Cap-Vert.

## Biographie

### Formation
Lélis est licencié en droit des affaires et du travail de l’université fédérale de Rio de Janeiro. Elle devient avocate en décembre 1998.

### Carrière
Lévis commence sa carrière juridique en tant qu’avocate au TACV en 1998 et jusqu’à 2008. En 2004, elle rejoint le conseil de surveillance du Barreau du Cap-Vert, elle le quitte en 2008 pour rentrer en politique. Elle rejoint le Mouvement pour la démocratie et est élue en 2011 au parlement panafricain. En 2016, après la victoire durant l’élection présidentielle cap-verdienne de son parti, elle intègre le gouvernement de Correia e Silva au Ministère de la Justice et du Travail. En 2021, le MpD échoue au second tour de l’élection présidentielle mais parvient cependant à former un gouvernement de cohabitation. Lélis arrive au Ministère de la Défense nationale ; elle occupe à ce jour le poste.
En mai 2025, elle signe un accord de coopération en matière de défense avec la Grèce. L’accord, signé à l’occasion du DEFEA 2025, prévoit l’entraînement de cadets cap-verdiens sur le sol grecque,.